# Lange Frans (rapper)
Lange Frans, pseudoniem van Frans Christiaan Frederiks (Amsterdam, 12 november 1980), is een Nederlands rapper en tv-presentator. Lange Frans vormde van 2004 tot 2009 met Baas B het Nederlandse hiphopduo Lange Frans & Baas B. Lange Frans is opgegroeid in Diemen en de naam van de rapformatie D-Men is daar ook aan gerelateerd.
Lange Frans heeft samengewerkt met o.a. Extince, Jiggy Dje, Kempi, Winne, Nina, Yes-r, RBDjan, Rocks, Lil Kleine, Donnie, Trijntje Oosterhuis, Fouradi, Negativ, Ali B, Jort Kelder en Double-D.
Naast zijn werk als rapper is hij sinds 2008 ook een van de gezichten van tv-zender Veronica. Hij presenteert daar de programma's My Best Friends, Veronica Poker, Lange Frans stelt Kamervragen, Fobiac en Face It!
Sinds juni 2020 maakt hij ook een podcast waarin hij met critici van het regeringsbeleid en met aanhangers van complottheorieën onder andere over de coronacrisis praat.

## Biografie
In 1997 richtten Lange Frans & Baas B, die elkaar al jaren kennen omdat zij samen opgegroeid zijn in Diemen, na een freestyle sessie officieel de formatie D-Men op. In 2001 deden ze mee aan de talentenjacht 'Most Wanted, die jaarlijks door Stichting GRAP georganiseerd wordt. Lange Frans & Baas B wonnen deze editie. In 2002 verscheen het verzamelalbum 'Homegrown', waar Lange Frans & Baas B aan bij droegen met de nummers 'Snor' en 'Flinterdunne flensjes'. In 2003 won Lange Frans het MC-battletoernooi SPITT in Paradiso.
In 2004 brachten Lange Frans en Baas B als duo enkele singles uit. Hun tweede single Moppie werd een grote hit. Brace zong op dit lied het refrein. Hun derde single Zinloos, een protest tegen zinloos geweld, werd een nummer 1-hit aan het einde van het jaar. Op dit lied werd meegezongen door de zangeres Ninthe. Na de moord op Theo van Gogh op 2 november 2004 werd het nummer Zinloos aangepast in twee coupletten. Het eerste ging over Theo van Gogh. In 2005 scoorden ze hun tweede nummer 1-hit met de titel Het land van... De plaat gaat over hoe het er in Nederland aan toe gaat. Het steeg, na gezakt te zijn naar nummer twee, terug naar de eerste plaats van de Single Top 100. In deze verkooplijst stond hij op 28 november 2010 opnieuw op nummer één met Zing voor me, een duet met Thé Lau.
In maart 2006 kwam Lange Frans in opspraak toen hij tijdens een schoolfeest in een discotheek van het podium was gesprongen en een scholier had aangevallen nadat er vanuit het publiek een ijsklontje tegen zijn hoofd was gegooid. De leerling in kwestie bleek niet de dader te zijn en Lange Frans bood later excuses aan. Dit incident resulteerde erin dat Lange Frans mede vanwege zijn voorbeeldfunctie als ambassadeur tegen zinloos geweld niet mocht optreden op het Bevrijdingsfestival Haarlem 2006.
In 2006 sprak Lange Frans samen met Baas B stemmen in voor de film Cars waarin hij Boost en Wingo deed. In 2016 sprak Lange Frans de stem in van Duke Weaselton voor de film Zootropolis. Ook was hij de stem van Mr. Curry in Paddington.
In 2009 kwam het tot een breuk met Baas B waarna een zakelijk conflict tussen beiden ontstond dat in 2011 werd bijgelegd al kwam het persoonlijk niet goed. In 2010 deed hij mee aan het het televisieprogramma Expeditie Robinson waar hij in de tweede aflevering als eerste werd weggestemd. Het jaar erop heeft hij samen met Yes-R een bijrol als rappende journalist in de film Mijn opa de bankrover. Hij was dat jaar ook een van de deelnemers aan het eerste seizoen van de remake van het televisieprogramma Fort Boyard. In 2011 nam Lange Frans deel aan het programma De beste zangers van Nederland. In 2012 was hij te gast bij de Toppers in de Amsterdam ArenA. In 2014 deed hij mee aan het televisieprogramma Sabotage. Ook daar werd hij de tweede aflevering weggestemd.
Lange Frans draagt jarenlang bij aan de radioprogramma's van Giel Beelen. Een tijdje presenteerde hij ook een programma op Wild FM het programma heet Lange Frans Goes Wild. Samen met zijn broer Brutus had hij wekelijks een radioprogramma op de hiphopzender Lijn5. Dit radioprogramma is inmiddels gestopt. Daarna kreeg hij samen met Nicky Verhage (en later Sanne van der Meijden) een radioprogramma op SLAM!FM genaamd Vol Gas Met Frans, dat is in oktober 2015 gestopt wegens een te volle agenda.
Eind 2017 was Lange Frans te zien in het programma The Roast of Giel Beelen. Vanaf februari 2018 is hij ook te zien in het programma Temptation Talk, waarin hij aan het einde van de aflevering een zelfgemaakte rap over de aflevering ten gehore brengt.
Op 30 november 2019 trad hij samen met Thierry Baudet op bij het partijcongres van Forum voor Democratie met een aangepaste versie van "Het Land Van", waarin hij onder andere zong dat hij Gerrit Hiemstra voor geen meter meer vertrouwt.

### Kamervragen en complottheorieën
In 2008 bracht Lange Frans met Baas B de single 'Kamervragen' uit, waarin verschillende complottheorieën worden opgevoerd, onder andere over de dood van Pim Fortuyn, de vuurwerkramp in Enschede en de bouwfraude. GroenLinks-Kamerlid Tofik Dibi stelde er echte Kamervragen over in de Tweede Kamer, waarop premier Balkenende weigerde in te gaan. In 2015 kwam Lange Frans met het vervolg 'Kamervragen 2'. In het tv-programma Rambam vertelde Lange Frans in 2019 dat zijn interesse in complottheorieën begon op de middelbare school toen hij een werkstuk schreef over de overeenkomsten tussen de piramides van de Egyptenaren en die in Midden-Amerika.
In de zomer van 2020 begon hij een podcast waarin hij zich voornamelijk richtte op allerlei complottheorieën en gasten uitnodigde die kritiek hadden op het coronabeleid in Nederland. In augustus 2020 ontstond ophef over een podcast van Lange Frans waarin complotdenker Janet Ossebaard te gast is. Ossebaard is zelfverklaard graancirkel-expert en meent onder andere via haar laserpen in contact te staan met buitenaardse wezens. De twee fantaseren in de podcast over het plegen van een aanslag op onder anderen premier Mark Rutte. Lange Frans geeft in de podcast aan dat hij goed kan schieten en een dergelijke aanslag zou kunnen plegen, maar dit niet van plan is om zijn nachtrust te behouden. Ossebaard stelt de aanslag niet te willen plegen om haar karma 'schoon te houden'. Ossebaard stelt dat ze 'hulp nodig hebben', volgens RTL Nieuws verwijst ze daarmee naar een aanslag, aangezien beiden hebben aangegeven zelf geen aanslag te willen plegen. Op 16 oktober 2020 besloot YouTube om het nummer "Lockdown (Fall Cabal)", een nummer waarin hij verschillende complottheorieën benoemt met meer dan een miljoen views, van het platform te verwijderen wegens schending van de community-richtlijnen en na de VPRO-uitzending "de online Fabeltjesfuik" van "Zondag met Lubach" op 18 oktober sloot het platform op 21 oktober 2020 het account van Lange Frans, waarbij al zijn muziek van de afgelopen decennia is verwijderd.

## Bezetting liveband
- Drummer: Rocheteau Mahuwallan
- Bassist: Ebenezer Yeboah
- Musical Director/Gitarist: Laurens Jermias
- Toetsenist: Sander Veeken
- Toetsenist: Alexander Klement
- Achtergrondzang: Marjet van den Brand
- Achtergrondzang: Michael Bryan
- Back-uprapper: Clyde Godlieb

## Discografie

### Albums
Studioalbums
- Levenslied (2012)
- Zwart (2017)
- IN KLEUR (2022)
- Ik wist het toen al (2022)
- Zilver (2025)

Mixtapes
- Praktijk Ervaring (2008)
- Praktijk Ervaring 2 (2009)

Ep's
- Winter in Zandvoort (2013)
- Boter, Kaas & Eieren (met Zwarte Sjaak) (2014)

Samenwerkingen
- D-Men
  - De Straatremixes (2003)
  - De Straatremixes Deel 2 (2004)
  - De Straatremixes Deel 3 (2004)
- Lange Frans & Baas B
  - Supervisie (2004)
  - Het land van (2005)
  - Verder (2008)

Hitnotering
| Jaar | Album      | 100 | weken | status |
| ---- | ---------- | --- | ----- | ------ |
| 2012 | Levenslied | 7   | 21    |        |

### Singles
| Single met eventuele hitnotering(en) in de Nederlandse Top 40 | Datum van verschijnen | Datum van binnenkomst | Hoogste positie | Aantal weken | Opmerkingen                                                                                              |
| ------------------------------------------------------------- | --------------------- | --------------------- | --------------- | ------------ | --- |
| Als je maar gelukkig bent                                     | 2006                  | 11-11-2006            | tip10           | -            | met Gordon / Nr. 69 in de Single Top 100                                                                 |
| De leipe Bauer flavour                                        | 2006                  | -                     |                 |              | met Frans Bauer & Ali B / Nr. 14 in de Single Top 100                                                    |
| Zwaard van Damocles                                           | 2007                  | -                     |                 |              | met Sef Thissen / Nr. 10 in de Single Top 100                                                            |
| Me boy                                                        | 10-12-2009            | 19-12-2009            | tip11           | -            | met Yes-R & Ali B                                                                                        |
| Ben mezelf                                                    | 23-07-2010            |                       |                 | -            | Nr. 66 in de Single Top 100                                                                              |
| Zing voor me                                                  | 19-11-2010            | 04-12-2010            | 5               | 12           | met Thé Lau / Nr. 1 in de Single Top 100                                                                 |
| Kom maar op (Vrij)                                            | 2011                  | 16-04-2011            | 29              | 5            | met Marco Borsato / Nr. 6 in de Single Top 100                                                           |
| Stiekem                                                       | 2011                  | -                     |                 |              | met Fouradi / Nr. 96 in de Single Top 100                                                                |
| Bloed gabbers                                                 | 2011                  | 22-10-2011            | tip3            | -            | met Trijntje Oosterhuis / Nr. 58 in de Single Top 100                                                    |
| Een nieuwe dag                                                | 2011                  | 04-02-2012            | 28              | 5            | met Jeroen van der Boom / Nr. 29 in de Single Top 100                                                    |
| Nergens goed voor                                             | 2012                  | 24-03-2012            | tip20           | -            | met DJ Mass & Jah6 / Nr. 73 in de Single Top 100                                                         |
| Beloofd is beloofd                                            | 2012                  | 28-07-2012            | tip2            | -            | Nr. 46 in de Single Top 100                                                                              |
| Koningslied                                                   | 19-04-2013            | 27-04-2013            | 2               | 4            | als onderdeel van Nationaal Comité Inhuldiging / Nr. 1 in de Single Top 100                              |
| Samen voor altijd                                             | 2013                  | 07-12-2013            | 12              | 11           | met Marco Borsato, Jada Borsato, Willem Frederiks, Day Ewbank & John Ewbank / Nr. 1 in de Single Top 100 |
| Kerstmis vier je samen                                        | 2014                  | 13-12-2014            | tip25           | -            | als onderdeel van EenMaal voor Allen / Nr. 68 in de Single Top 100                                       |
| Het land van...                                               | 2016                  | 06-02-2016            | tip16           | -            | met Deetox                                                                                               |

| Single met hitnotering(en) in de Vlaamse Ultratop 50 | Datum van verschijnen | Datum van binnenkomst | Hoogste positie | Aantal weken | Opmerkingen                                                                                               |
| ---------------------------------------------------- | --------------------- | --------------------- | --------------- | ------------ | --- |
| Koningslied                                          | 2013                  | 11-05-2013            | 41              | 1            | als onderdeel van Nationaal Comité Inhuldiging                                                            |
| Samen voor altijd                                    | 2013                  | 07-12-2013            | 1(3wk)          | 4*           | met Marco Borsato, Jada Borsato, Willem Frederiks, Day Ewbank & John Ewbank / Nr. 17 in de Radio 2 Top 30 |

### NPO Radio 2 Top 2000
| Nummer met noteringen in de NPO Radio 2 Top 2000 | '14  | '15 | '16  | '17  | '18  | '19  |
| ------------------------------------------------ | ---- | --- | ---- | ---- | ---- | ---- |
| Zing voor me (met Thé Lau)                       | 1276 | 642 | 1039 | 1167 | 1054 | 1129 |

1. ↑  Een vetgedrukt getal geeft de hoogste notering aan.
2. ↑  2014 was het eerste jaar met een notering voor dit nummer.
3. ↑  Deze tabel is bijgewerkt tot en met de laatste editie (2024).

### Verzamelalbums
- De Gastenlijst (2003)
- 4 Specialisten (met Negativ, Baas B en Ali B)
- Spreek